# Kurita Takeo

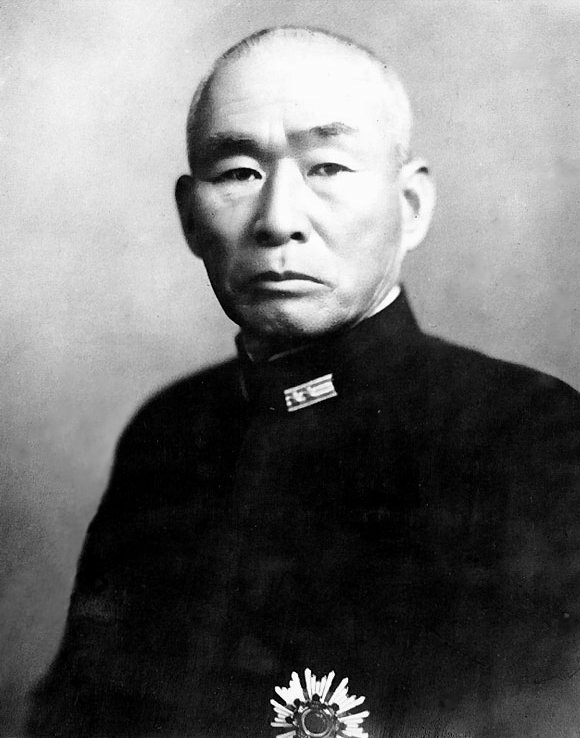
Takeo Kurita

Kurita Takeo (jap. 栗田 健男; * 28. April 1889; † 19. Dezember 1977) war ein Vizeadmiral der Kaiserlich Japanischen Marine im Pazifikkrieg während des Zweiten Weltkriegs.

## Leben
Kurita schloss 1910 eine Ausbildung an der japanischen Marineakademie ab. Er diente zunächst in verschiedenen Positionen auf mehreren Zerstörern und besuchte 1912 die Artillerie- und 1913 sowie 1918 die Torpedoschulen der Marine. 1920 wurde er kommandierender Offizier auf einem Zerstörer.
In den nächsten Jahren kommandierte er diverse Zerstörer und Zerstörergeschwader und lehrte an der Torpedoschule. 1937 wurde er Kommandant des Schlachtkreuzers Kongō und 1938 zum Konteradmiral befördert.
Während des Zweiten Weltkrieges nahm er an zahlreichen Operationen teil. Zunächst befehligte er ein Kreuzergeschwader bei der Invasion von Niederländisch-Indien. In der Schlacht um Midway verlor er den Kreuzer Mikuma. Zum Vizeadmiral befördert kommandierte er ein Schlachtschiff-Geschwader in der Schlacht um Guadalcanal, wobei er am 14. Oktober 1942 den Flugplatz Henderson Field bombardieren ließ.

## Schlacht im Golf von Leyte
Er kommandierte die 2. Flotte und damit den größten japanischen Verband (5 Schlachtschiffe, 12 Kreuzer, 13 Zerstörer) in der Schlacht im Golf von Leyte, als er die US-Landungstruppen im Golf von Leyte angreifen sollte. Er verlor dabei zwei Kreuzer in der Sibuyan-See durch amerikanische U-Boote und die Musashi durch Luftangriffe.
In der Schlacht bei Samar sichtete sein Kampfverband 30 Minuten nach Sonnenaufgang Taffy 3 einen US-Deckungsverband der Landungsflotte, der aus sechs Geleitträgern, drei Zerstörern und vier Geleitzerstörern bestand und von Konteradmiral Clifton Sprague befehligt wurde. Taffy 3 war zur Unterstützung der Landungskräfte und für U-Boot-Patrouillen vorgesehen, nicht für den Kampf mit japanischen Seeverbänden. Zu diesem Zeitpunkt waren die Geleitträger dabei von der nächtlichen Aufklärungsformation auf die Formation der Luftverteidigung bei Tag umzustellen. In dem Glauben, auf die Träger der amerikanischen 3. Flotte gestoßen zu sein, befahl Kurita seinen Kriegsschiffen sofort, das Feuer zu eröffnen. Kurita erkannte, dass seine beste Chance darin bestand, die Flugzeugträger zu zerstören, bevor sie ihre Flugzeuge starten konnten, und gab den Befehl zum Angriff, anstatt sich die Zeit zu nehmen, seine Schiffe für den Kampf gegen den Feind neu zu formieren. Kurita verschlimmerte seinen Fehler noch, indem er seine Zerstörer nach hinten beorderte, um zu verhindern, dass sie die Feuerlinie seiner Großkampfschiffe gerieten. Besser hätte er die Zerstörer vorausfahren lassen, um den langsameren amerikanischen Flugzeugträgern den Fluchtweg abzuschneiden. Die Sorge, dass seine Zerstörer zu viel Treibstoff verbrauchen würden, wenn sie die vermutlich 30 Knoten schnellen Flugzeugträger verfolgten, spielte bei Kuritas Entscheidung eine Rolle. Kuritas Schiffe fuhren nun unkoordiniert in den Kampf und Kurita verlor schnell die taktische Kontrolle über das Gefecht. Die für die Japaner ungünstige Situation wurde auch noch durch schlechte Sicht, zeitweilige Regenböen und eine für die Amerikaner günstige Windrichtung verschlimmert. Zudem die US-Schiffe sofort begannen, Nebel zu erzeugen, um sich zusätzlich zu verbergen. Trotzdem versenkten Kuritas Schiffe den Träger Gambier Bay, die Zerstörer Hoel und Johnston sowie den Geleitzerstörer Samuel B. Roberts. Fast alle anderen US-Schiffe beim Gefecht wurden beschädigt, teilweise sogar erheblich beschädigt. Ständige Luftangriffe der weiter südlich stationierten Trägerflugzeuge von Taffy 3 und Taffy 2 sowie ein entschlossener Gegenangriff der US-Begleitschiffe behinderten Kuritas Schiffe weiter und trieben sie auseinander. Kurita, dessen Flaggschiff Yamato zu Beginn der Schlacht weit zurückfiel, als er einer Torpedosalve der Hoel ausweichen musste, verlor den Feind und viele seiner eigenen Schiffe aus den Augen. Kurita selbst verlor die Schweren Kreuzer Chikuma, Suzuya und Chōkai. Viele seiner anderen Schiffe waren ebenfalls getroffen worden. Nach etwa zweieinhalb Stunden Gefecht mit Taffy 3 brach er den Angriff ab und um sich auf einem nördlichen Kurs, weg von Leyte, neu zu formieren. Zu diesem Zeitpunkt hatte Kurita die Nachricht erhalten, dass der japanische Südangriffsverband, die den Golf von Leyte von Süden her angreifen sollte, bereits von US-Schlachtschiffen versenkt worden war. Kurita verfügte zu diesem Zeitpunkt noch über vier Schlachtschiffe, aber nur noch über drei Kreuzer; alle seine Schiffe hatten nur noch wenig Treibstoff und waren größtenteils beschädigt. Kurita fing Nachrichten ab, aus denen hervorging, dass Admiral Halsey alle vier Flugzeugträger des nördlichen japanischen Angriffsverbandes versenkt hatte und nun Halseys Schlachtschiffe nach Leyte zurückkehrten, um sich dem Rest der japanischen Flotte entgegenzustellen. Nachdem sie noch zwei Stunden lang vor Samar hin- und hergefahren waren, beschlossen Kurita und sein Stabschef Tomiji Koyanagi, sich endgültig nach Japan zurückzuziehen.
Kuritas Schiffe waren den Rest des Tages weiteren Luftangriffen ausgesetzt. Halseys Schlachtschiffe verfehlten ihn in der Nacht nur knapp und versenkten den Zerstörer Nowaki, der zurückgeblieben war, um die Überlebenden der Chikuma zu retten. Kuritas Rückzug rettete die Yamato und den Rest der 2. Flotte vor der sicheren Vernichtung, aber er hatte seinen Auftrag, die amphibischen Kräfte im Golf von Leyte anzugreifen, nicht erfüllt. Als seine Flotte nach Japan zurückkehrte, war nur noch das Schlachtschiff Yamato einsatzfähig. Er wurde in Japan heftig kritisiert, nicht weiter bis zum Tode gekämpft zu haben. Nach der Rückkehr nach Japan wurde Kurita Takeo im Dezember von seinem Kommando abgelöst und zum Kommandanten der Marineakademie ernannt.
In einem kurzen Interview mit einem Journalisten im Jahr 1954 erklärte er, dass er bei Leyte einen Fehler gemacht habe, indem er sich vom Feind abwandte und den Kampf nicht fortsetzte. Erst spät sprach Kurita erneut über seine dortigen Handlungen. Er sagte gegenüber dem ehemaligen Studenten der Marineakademie und Biographen Jiro Ooka, dass er die Flotte aus der Schlacht herausgezogen habe, weil er im Glauben, der Krieg sei längst verloren gewesen, das Leben seiner Männer nicht sinnlos verschwenden wollte.
Seine Grabstätte befindet sich auf dem Friedhof Tama in Fuchū (Präfektur Tokio).